# Reodhar
Reodhar är en ort i Indien.   Den ligger i distriktet Sirohi och delstaten Rajasthan, i den västra delen av landet, 700 km sydväst om huvudstaden New Delhi. Reodhar ligger 262 meter över havet och antalet invånare är 6 824.
Terrängen runt Reodhar är huvudsakligen platt, men åt nordväst är den kuperad. Runt Reodhar är det ganska tätbefolkat, med 160 invånare per kvadratkilometer. Närmaste större samhälle är Ābu, 19,5 km öster om Reodhar. Trakten runt Reodhar består till största delen av jordbruksmark.